# Old Rayne
Old Rayne är en ort i Storbritannien.   Den ligger i kommunen Aberdeenshire och riksdelen Skottland, i den norra delen av landet, 700 km norr om huvudstaden London. Old Rayne ligger 104 meter över havet och antalet invånare är 109.
Terrängen runt Old Rayne är platt åt nordost, men åt sydväst är den kuperad.Runt Old Rayne är det tätbefolkat, med 356 invånare per kvadratkilometer. Närmaste större samhälle är Inverurie, 11,9 km sydost om Old Rayne. Trakten runt Old Rayne består i huvudsak av gräsmarker.